# Nagysink
Nagysink (románul: Cincu, korábban Cincul Mare, németül: Großschenk, szászul Gruissschoingk) falu Romániában, Brassó megye nyugati részén. Az 1968-ban létrehozott Nagysink község központja, beosztott falva Kisprázsmár. Erdélyi szászok alapították a 12. század közepén; a középkortól a 19. századig fallal körülvett, vásártartó város volt, és Nagysinkszéknek, a szászok egyik közigazgatási egységének központja. A 21. századra jelentéktelen faluvá vált, szász lakosságát elveszítette. Fő látványossága a település központjában, magaslaton álló evangélikus templom. A falutól északra katonai bázis és gyakorlótér fekszik.

## Nevének eredete
A német Schenke jelentése „kocsma”, és a település neve feltehetőleg onnan ered, hogy a 12. század végén, a környéken egy fogadó állt. A Groß (nagy) előtagot később azért tették hozzá, hogy megkülönböztessék Kissinktől, amelyet feltehetőleg a nagysinkiek alapítottak. Román szóbeszéd szerint a település neve a latin quinque, azaz „öt” szóból származik, és arra utal, hogy a szász telepesek érkezésekor itt már volt öt őslakos (román) család, akik az ókor óta itt éltek.
Okmányban 1329-ben említik Nagysinket és Nagysinkszéket Chenk, Senk, Schenk, Sink neveken. A 14–15. századok folyamán ennek a névnek változatai bukkannak fel (Senk, Schenk, Schenk maiori, Suenkch, Schennckh, Synk), a mai német alakhoz hasonló Grassenscheng, Grossenschenk, Grosz Schenck a 15–16. század fordulóján tűnik fel. A magyar Nagy Senk majd Nagy Sink név a 16. század közepén illetve 1601-ben jelenik meg, a román Sinku mare pedig 1800 körül. A román hatalomátvétel után Cincul mare lesz a hivatalos név, mely a következő évtizedekben Cincul majd Cincu alakra rövidül.

## Fekvése
Brassó megye nyugati részén fekszik, az Olt és a Hortobágy vízgyűjtő területei között. Fogaras municípiumtól légvonalban 15 (úton 22) kilométerre északnyugatra fekszik, Brassó megyeszékhelytől pedig 68 (úton 88) kilométerre. A Szentágota–Kissink–Voila országút körülbelüli felezéspontjában helyezkedik el; Szentágota városától 18 km-re délkeletre, míg az Olt északi partján fekvő Kissinktől 10 km-re, illetve a túlsó parti Voilától 14 km-re északra fekszik.
A falu központjában domb áll, amelynek déli tájolású lejtői a Schenk-patakra és annak mellékvölgyeire néznek. A település tengerszint feletti magassága 400-425 méter, ami megegyezik a fennsík átlagos szintjével; távolabbról 650 méter magasságot elérő dombok veszik körül. Éghajlata mérsékelt szárazföldi, átmenetet képez a zordabb Olt-környéki és az enyhébb küküllőmenti klíma között. Az éves átlaghőmérséklet 8,8 °C, a csapadék 600–650 mm, uralkodó szélirány az északnyugati.

## Története
A helység szász telepítését a 12. század közepére vagy második felére teszik, körülbelül 30 Rajna-vidéki családdal. A nagyszebeni prépostság része volt, melyet kezdetben a szebeni, a nagysinki és az újegyházi káptalanok alkottak; ez volt az úgynevezett Altland (régi ország). Később Nagysinkszék, a szászok egyik legrégibb közigazgatási egységének központja lett. Történelmének nagy része során Szentágotával versengett a gazdasági és adminisztratív fölényért.
Első okleveles említése 1329-ből származik: Renerdus von Schenket a nagyszebeni tartomány képviselői között említik, akik Héjjasfalva visszaszolgáltatását igyekeztek elérni a királytól a keresztényszigeti gerébek számára. Szintén 1329-ből származik Nagysinkszék említése is (sede Shenck), amelyben a szék egy prépostfalvi malomvásárt tanúsít. 1337-ben megemlítik, hogy I. Károly birtokokat adományozott Hennengus von Schenk gerébnek. A nagysinki káptalan (Schenker Kapitel) első említése 1351-ből maradt fenn, ez bizonyos mértékig a nagyszebeni káptalantól függött. 1359-ben Prépostfalva a nagysinki káptalan plébániája lett; korábban a nagyszebeni prépostság birtoka volt.
1379-ben a nagysinkiek nemtetszésüket fejezték ki amiatt, hogy I. Lajos nem nekik, hanem Szentágotának adott vásárjogot. A király Goblinus gyulafehérvári püspökre és Scharfeneck nagytalmácsi várnagyra bízta a döntést a Nagysink és Szentágota között folyó vitában, ami a vásártartási jogot, a széki pecsét őrzését és a bíróság székhelyének meghatározását illette. Ők azonban Szentágota javára döntöttek, és Nagysink végül csak 1474-ben kapott vásárjogot. 1494-ben II. Ulászló kiváltságlevéllel elrendelte, hogy Nagysink legyen a széki bíró és a székbíróság székhelye.
Szűz Máriának szentelt temploma legkésőbb a 13. század elején épült román stílusban. Gótikus átalakítását a 15. század végén kezdték: támpillérekkel és védemelettel látták el, szentélyét újjáépítették, nyugati oldalán masszív harangtornyot emeltek. Kettős várfallal vették körbe, közülük a belsőt a 14. századra, a külsőt a 16. századra datálják; mindkét falgyűrűt több bástya és torony erődítette.
1500 körül 64 gazda és 4 szegényember élt Nagysinken, és megemlítenek egy iskolát, egy malmot, és négy elhagyott házat. 1508-ban a király más településekkel együtt felmentette a beszállásolás terhe alól. 1523-ban a város leégett. 1532-ben 70 háztartást számláltak. 1538-ban, 1658-ban és 1664-ben erdélyi országgyűlést tartottak Nagysinken. 1544-ben, a reformáció alkalmával a lakosok evangélikus hitre tértek és a templom is evangélikussá vált. 1561-ben Nagysink és Százhalom lelkészei vitát folytattak az ún. Smylenfeld után származó tized átvétele miatt, ami Százhalom javára dőlt el, bár a nagysinkiek fellebbeztek az univerzitásnál. 1586-ban Báthory Zsigmond heti és évi vásár tartására jogosította fel a települést, és megerősítette, hogy Nagysinkszék állandó székhelye a jövőben mindvégig Nagysinken lesz.
1600-ban Vitéz Mihály csapatai feldúlták Nagysinkszéket, 1658-ban törökök romboltak, 1660-ban pestisjárvány dúlt. A szerencsétlenségek, háborúk következményeként 1695-ben Nagysinken 45 elhagyatott és 5 leégett gazdaságot számoltak. 1708-ban kurucok pusztítják el a várost, beleértve az erődtemplomot és a várfalakat is. 1727-ben tűzvész dúl, 80 ház leég; az újjáépítéshez a Nagysinkről származó nagyszebeni kézművesek adományoztak pénzt. 1789-ben egy nagy tűzvész elpusztítja szinte az egész falut és megrongálja a templomvárat is. 1805-ben és 1808-ban további tüzek dúlnak.
A helyet a középkortól a 19. század közepéig városfal, palánk és sövény védte. Három városkapuja volt, melyek a Kirchgasse, Neugasse és Pausgasse utcákba nyíltak. 1850 körül a falakat lebontották; ugyanebben a században bontották le az erődtemplom falait is, amelyekből csak egy városházává átalakított bástya és néhány alacsony szakasz maradt meg. 1876-ban Nagysinkszéket megszüntették, falvait az új közigazgatási rendszer Nagy-Küküllő vármegyébe osztotta be, így a település jelentősége csökkent. Szentágotától való mind nagyobb elmaradásához az is hozzájárult, hogy a 19. század végén megnyílt a Szentágotát érintő Nagyszeben–Segesvár vasútvonal. A trianoni békeszerződés után Fogaras megyéhez, majd Szeben régióhoz, Sztálin régióhoz, Brassó régióhoz tartozott. 1968 óta Brassó megye része.
A 20. század közepén a falutól északra lőteret hoztak létre (Poligonul Cincu), 2007-ben pedig harckiképző központtá nyilvánították, ahol hazai és külföldi erők gyakorlatoznak. A falubeliek arról számolnak be, hogy zavarja őket a zaj, és attól is félnek, hogy a hely ellenséges támadás célpontjává válhat.

## Leírása

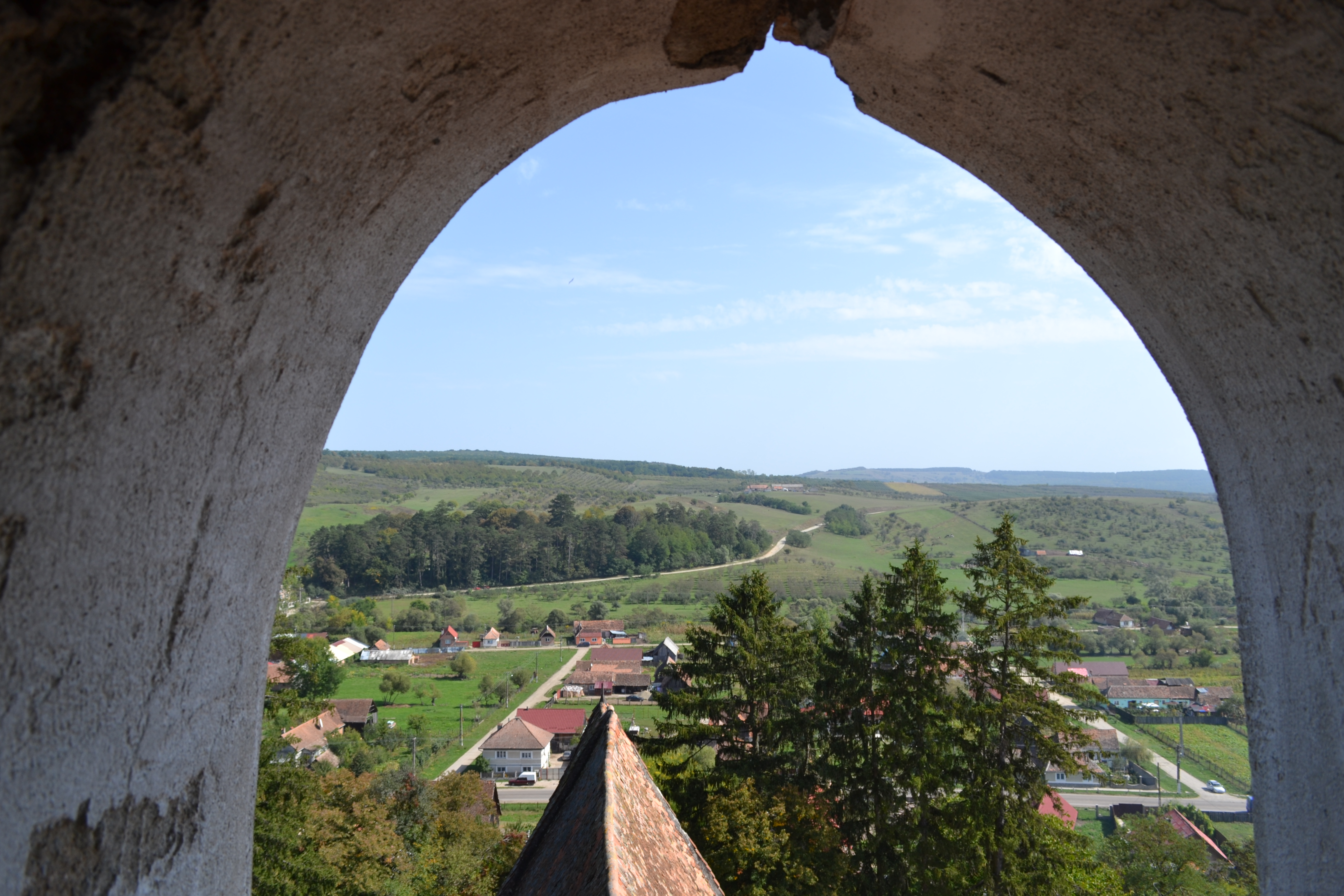
Kilátás a templomtoronyból

Kompakt, többutcás település. Két jól elkülönülő negyede volt: északon a szász negyed, amely az erődtemplom köré szerveződött, délen pedig a román negyed, amely a régi ortodox templom mellett alakult ki. A kettőt a Schenk-patak választotta el. Az utcahálózat megőrizte középkori kialakítását, a legrégibb házak pedig a 17. századból származnak, így urbanisztikailag jól megőrzött településről beszélhetünk. Az erődtemplomon kívül műemlékként tartják nyilván a régi városházát, a latin iskolát, a román iskolát, a Stefan Untch-házat és a Braniște-házat.

### Népesség
1500 körül a településen 64 gazda és 4 szegény élt. 1532-ben már 70 háztartásról tudunk, ezzel ötödik helyen áll a székben Szentágota, Jakabfalva, Báránykút és Százhalom után. 1729-ben 344 családot említenek. 1753-ban a Habsburgok 215 új telepest hoznak Stájerországból és Karintiából.
Lakossága a reformáció során evangélikus hitre tért. A 18. század közepén ismét érkeznek katolikusok a helységbe, 1762-től magánházakban miséznek, majd 1824-ben templomot szentelnek. Két középkori kápolnát is megemlítenek, amelyek közül egyik Szent Szerváciusznak, a másik Szent Miklósnak volt dedikálva.
Mint minden szász településen, a szászok itt is szomszédságokba tömörültek. A szomszédságoknak igen szigorú rendeletei voltak: a Martin Sutoris királybíró által összeállított szabályok mindenféle kihágásért büntetést tartalmaztak, a káromkodástól, a szitkozódástól és az ivástól kezdve a templomban való elalvásig.
A 19. század közepe és a 20. század közepe között a lakosság 2500 körül stagnált, kezdetben német többséggel, majd német–román vegyes lakossággal. 1910-ben 2537 lakosából 1173 német, 1035 román és 139 magyar volt. Az 1970-es évektől népessége hanyatlani kezdett, szász lakosságát fokozatosan elvesztette. 2011-ben 1286 lakosából 39 német, 993 román és 51 magyar.

### Gazdaság
A település gazdasági szerkezetét kezdetben a mezőgazdaság uralta, később megjelent a kézműves termelés is, és a mesterek céhekbe tömörültek: ácsok, szabók, szűcsök, szíjgyártók, kovácsok, kádárok, kőművesek stb. 1474-től vásártartó jogú város. Az erődtemplomban számos céhjelvény figyelhető meg.
A 21. század elején a falubeliek fő foglalkozása a földművelés, főként megélhetési és fél-önellátó gazdaságokban. A munkaképesek 77%-a a mezőgazdaságban és erdőgazdálkodásban dolgozik. Évente háromszor állatvásárt szerveznek.

### Oktatás és kultúra
Iskolát már 1500 körül említenek. Ismert volt „latin iskolája”, amelyet Martin Sutoris királybíró alapított 1720-ban az ellenreformáció támogatására. A tanterv nagy hangsúlyt helyezett a latin nyelvtanra, a tanároknak és a diákoknak pedig latinul kellett beszélniük. Könyvtára a 19. században 4000 példányt számlált. Fénykora az 1920-as években volt. Az épületet később fogadóként, városházaként és lakóépületként is használták.
A 21. század elején nyolcosztályos általános iskola, és óvoda működik a településen.

### Látnivalók
- A nagysinki erődtemplom a falu központjában, magaslaton áll; lenyűgöző megjelenését a 11 méter oldalhosszú és 65 méter magas hatalmas toronynak köszönheti. A 38 méter hosszú oldalhajók román stílusú ablakai még mindig tanúsítják, hogy a templom a 13. század elején épült bazilikaként. A berendezés gótikus és barokk jegyeket visel, 1521-ből származó oltárát 1722-ben állították. Kettős várfalából csak alacsony töredékek maradtak fenn. A templom belépődíj ellenében, szabadon látogatható.[13]
- A településen két ortodox és egy katolikus templom is van.[7]
- Falumúzeum.[7]

## Híres emberek
- Johannes Tröster (?–1670) erdélyi szász történetíró, nagysinki iskolaigazgató.
- Martin Schuster, latinosítva Martin Sutoris (1670–1736) jegyző majd 1697-től nagysinkszéki királybíró. 1720-ban megalapította a nagysinki ötosztályos latin iskolát, ahol az oktatás latin nyelven folyt, és egészen a 20. századig állt fenn. Munkája a Kirchen-, Lebens- und Nachbarartickel kódex, amely a polgárok életét szabályozta. Két felesége és tizenegy gyermeke volt. A halotti anyakönyvben Scholae Schenkensis Aedificatornak nevezik, epitáfiuma az erődtemplom szentélyében függ és arany betűkkel dicsőíti az elhunytat. A templomkert egyik sírköve is emlékeztet rá.[17]
- Venzel Klang, magyarosítva Klasszy Vencel (?–1849) szabómester, később Pesten dolgozott, céhmester és elismert kisiparos volt.
- Valeriu Braniște(wd) (1869–1928) román publicista, politikus.
- Karl Reinerth(wd) (1891–1984) német teológus és történész.
- Walter Ziegler(wd) (1938–2021) biciklista.

## Képek

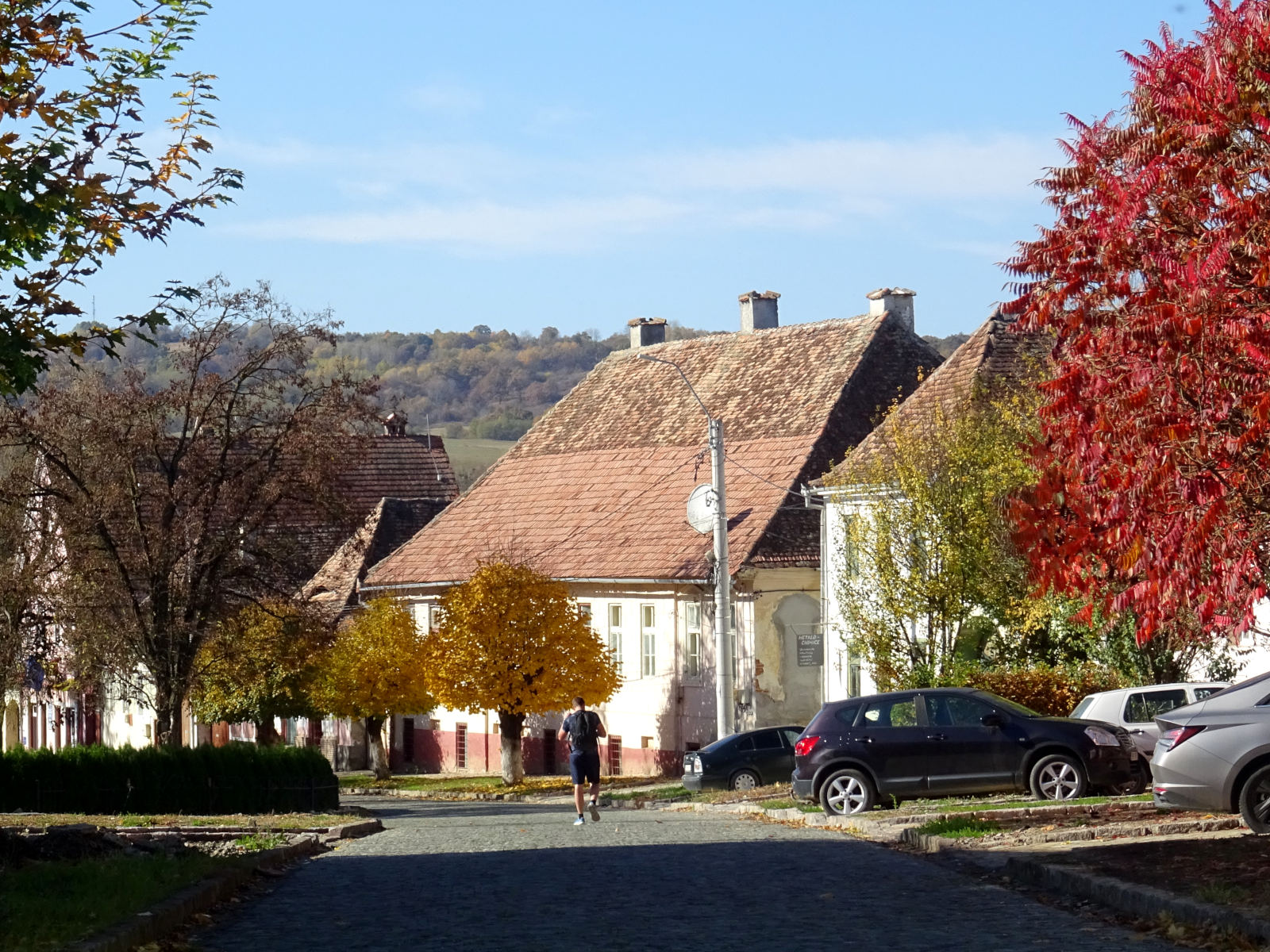
Falukép
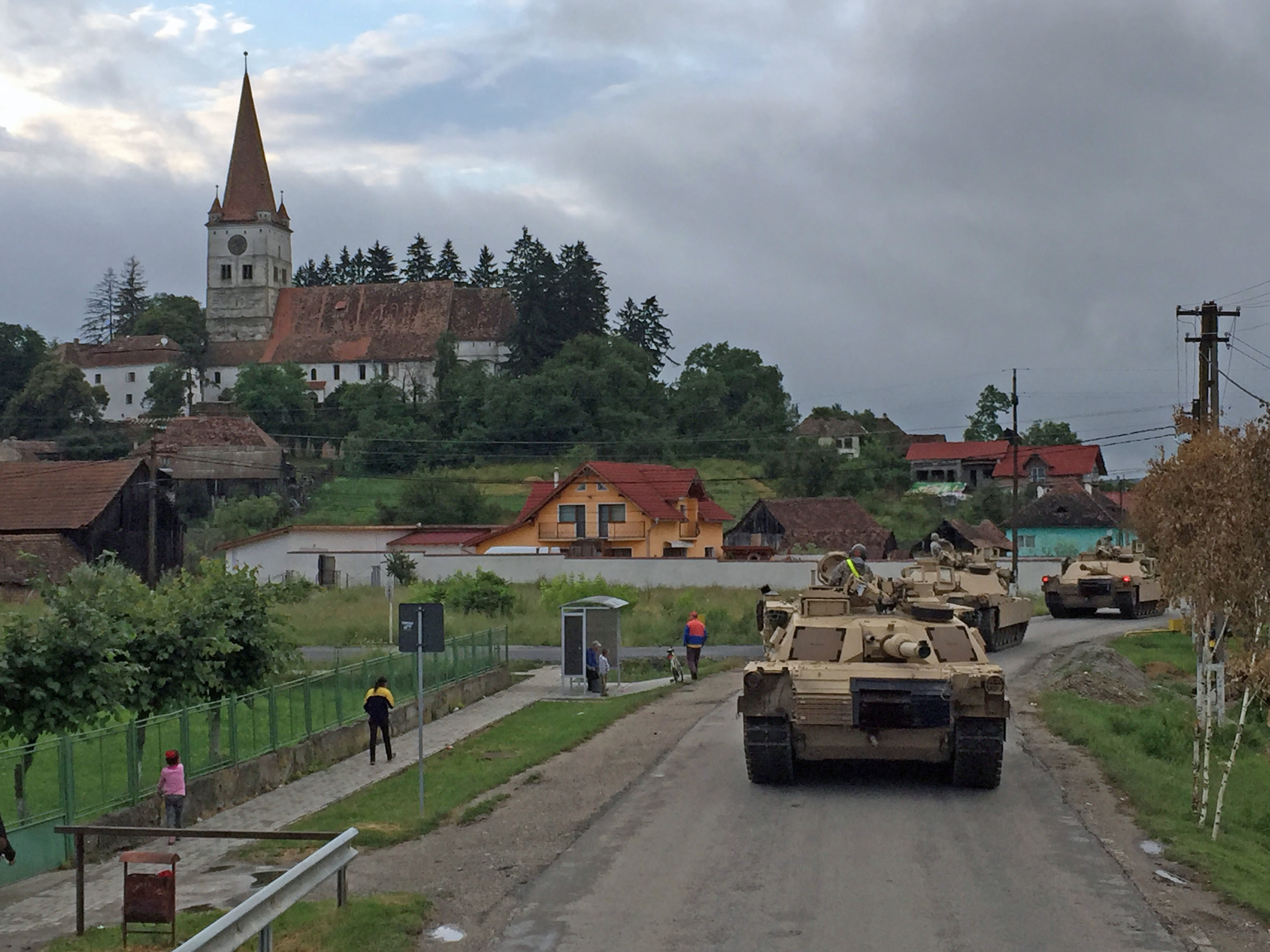
Falukép katonákkal
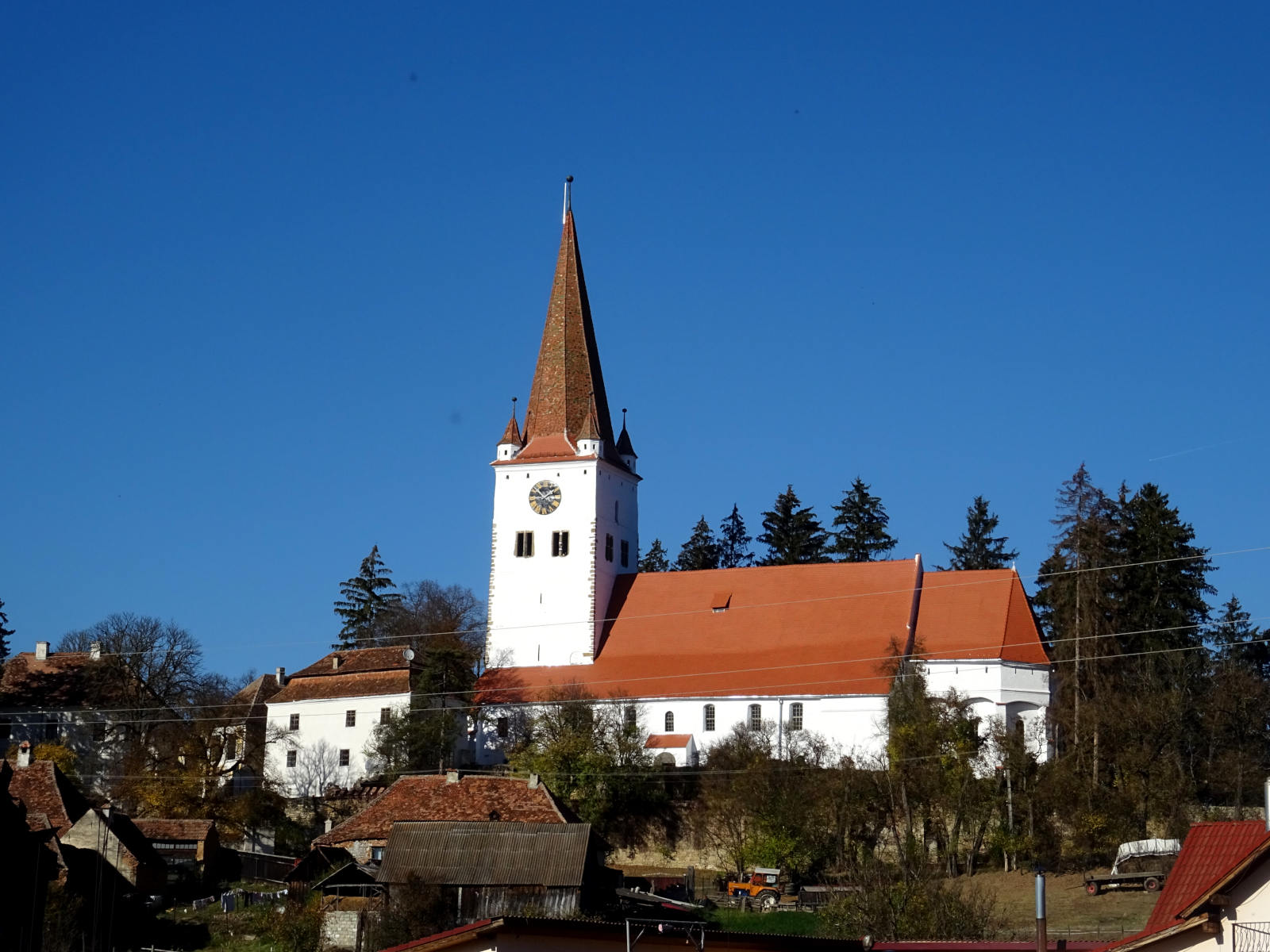
Az evangélikus templom
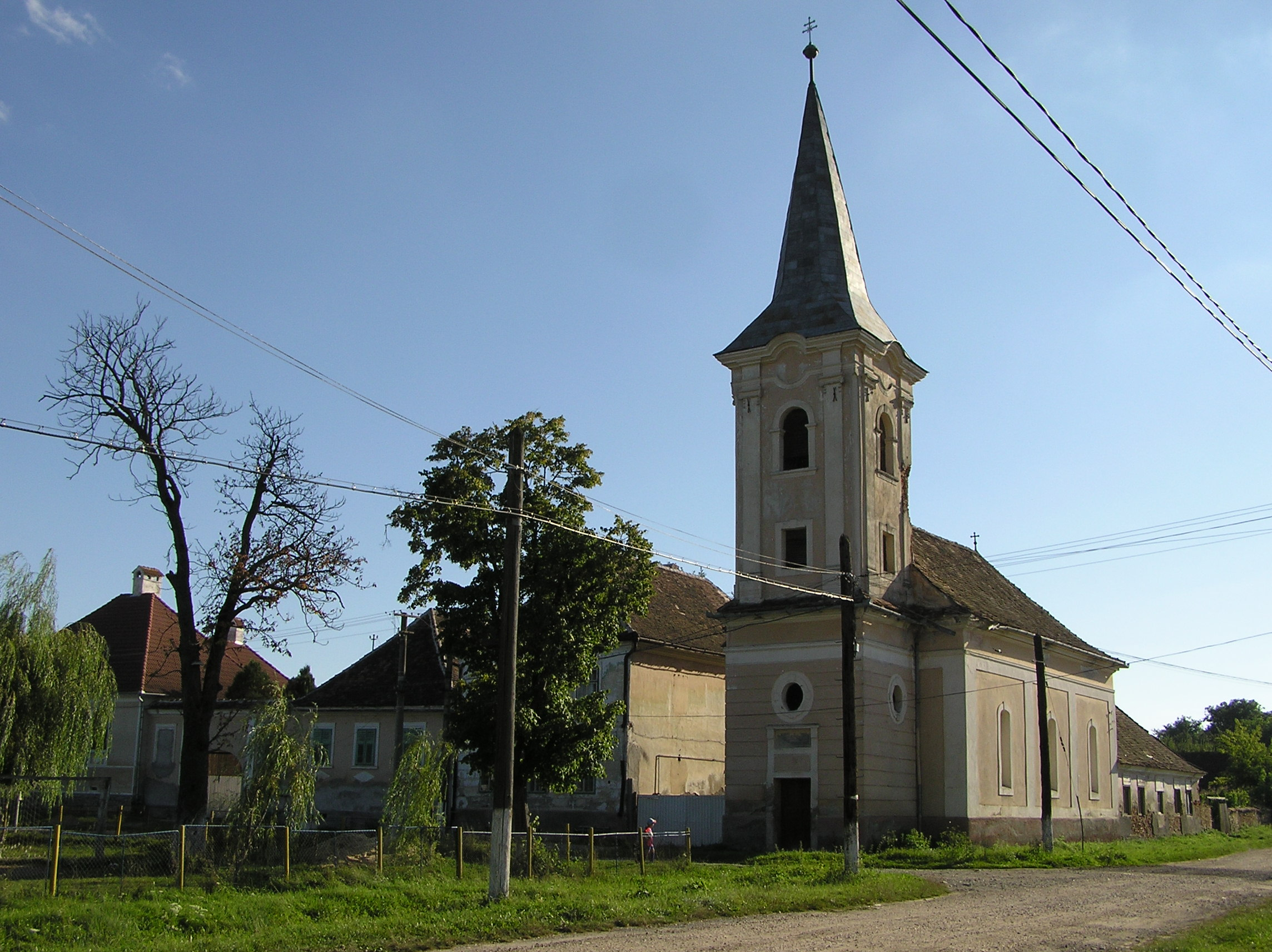
A katolikus templom